# Mary Wineberg
Mary Wineberg, född den 3 januari 1980 i Brooklyn, är en amerikansk friidrottare som huvudsakligen tävlar på 400 meter. 
Wineberg deltog vid VM 2007 i Osaka där hon gick vidare till finalen på 400 meter men väl där slutade hon sist på tiden 50,96. Hon deltog även i stafettlaget på 4 x 400 meter som vann guld.
Hon deltog även vid Olympiska sommarspelen 2008 i Peking där hon blev utslagen i semifinalen på 400 meter. Även denna gång blev det guld i stafett. 

## Personliga rekord
- 400 meter - 50,24